# 서울과학고등학교
서울과학고등학교(서울科學高等學校)는 대한민국 서울특별시 종로구 명륜1가에 있는 공립 과학영재학교이다.

## 학교 연혁
- 1988년 9월 14일 : 학교 설립 인가(서울특별시 교육위원회)
- 1989년 3월 1일 : 초대 김동욱 교장 취임
- 1989년 3월 3일 : 1989학년도 신입생 입학(180명)
- 1989년 10월 27일 : 개교식
- 1991년 2월 9일 : 1990학년도 제1기 조기졸업(60명)
- 1992년 2월 14일 : 1991학년도 제1회 졸업(119명), 제2기 조기졸업(61명)
- 2008년 4월 30일 : 과학영재학교 전환 지정
- 2009년 3월 1일 : 과학영재학교 전환, 신입생 119명 입학
- 2010년 4월 7일 : 융합인재관 준공
- 2012년 3월 1일 : 창의인재관 준공
- 2015년 3월 1일: 독일 괴핑엔 교환학생 프로그램 유치
- 2016년 10월 4일 : 아람관 개관
- 2020년 2월 7일 : 2019학년도 제29회 졸업(123명) [졸업생누계 4,115명)
- 2020년 3월 1일 : 제10대 오성환 교장 취임
- 2020년 4월 6일 : 2020학년도 신입생 입학(128명)

## 설치 학과
- 과학과

## 같이 보기
- 경기과학고등학교
- 대구과학고등학교
- 광주과학고등학교
- 한국과학기술원 부설 한국과학영재학교
- 한성과학고등학교
- 세종과학고등학교

## 참고 자료
- 서울과학고등학교 - 한국교육학술정보원 학교알리미